# 지미 키멀
지미 키멀(Jimmy Kimmel, 1967년 11월 13일 ~ )은 미국의 희극인, 텔레비전 진행자이다. 《지미 키멀 라이브!》를 진행한다.

## 출연 작품

### 영화
- 보스 베이비 (2017) - 아빠 역 (목소리)
- 퍼피 구조대 더 무비 (2021) - 마티 머크레이커 역
- 보스 베이비 2 (2021) - 할아버지 역 (목소리)

### 텔레비전
- 지미 키멀 라이브! (2003-현재)